# Championnat d'Équateur de football 1969
Navigation
Saison précédente Saison suivante
La saison 1969 du Championnat d'Équateur de football est la 11e édition du championnat de première division en Équateur. Les quatorze meilleurs clubs équatoriens se retrouvent au sein d'une poule unique où ils affrontent tous leurs adversaires deux fois au cours de la saison, à domicile et à l'extérieur. À la fin du championnat, les quatre derniers du classement sont relégués et remplacés par les trois meilleurs clubs de Segunda Division.
C'est le club du LDU Quito qui remporte la compétition après avoir terminé en tête du classement final, avec cinq points d'avance sur l'América Quito et six sur le Sociedad Deportiva Aucas. C'est le tout premier titre de champion d'Équateur de l'histoire du club.

## Les clubs participants
| - Club Sport Emelec - Barcelona Sporting Club - Club Sport Patria - Promu de D2 - Club Deportivo El Nacional - Manta Sport Club - Deportivo Quito - CDU Católica del Ecuador - Promu de D2 | - Club Deportivo Everest - América de Quito - LDU Quito - América Ambato - Promu de D2 - Inecel Manta - Promu de D2 - Sociedad Deportiva Aucas - Norte América - Promu de D2 |

## Compétition

### Classement
Le barème utilisé pour établir le classement est le suivant :
- Victoire : 2 points
- Match nul : 1 point
- Défaite : 0 point

| Rang | Équipe                     | Pts | J  | G  | N | P  | Bp | Bc | Diff |
| ---- | -------------------------- | --- | -- | -- | - | -- | -- | -- | ---- |
| 1    | LDU Quito                  | 42  | 26 | 19 | 4 | 3  | 75 | 20 | +55  |
| 2    | América de Quito           | 37  | 26 | 15 | 7 | 4  | 39 | 18 | +21  |
| 3    | Sociedad Deportiva Aucas   | 36  | 26 | 16 | 4 | 6  | 50 | 27 | +23  |
| 4    | Barcelona Sporting Club    | 33  | 26 | 14 | 5 | 7  | 35 | 20 | +15  |
| 5    | Club Deportivo El Nacional | 32  | 26 | 13 | 6 | 7  | 56 | 36 | +20  |
| 6    | Club Sport Emelec          | 31  | 26 | 11 | 9 | 6  | 34 | 28 | +6   |
| 7    | Deportivo Quito T          | 30  | 26 | 12 | 6 | 8  | 40 | 28 | +12  |
| 8    | Club Deportivo Everest     | 25  | 26 | 8  | 9 | 9  | 46 | 45 | +1   |
| 9    | CDU Católica del Ecuador P | 22  | 26 | 9  | 4 | 13 | 34 | 47 | -13  |
| 10   | Club Sport Patria P        | 21  | 26 | 8  | 5 | 13 | 28 | 36 | -8   |
| 11   | Norte América P            | 19  | 26 | 7  | 5 | 14 | 24 | 40 | -16  |
| 12   | Manta Sport Club           | 17  | 26 | 7  | 3 | 16 | 33 | 59 | -26  |
| 13   | América Ambato P           | 13  | 26 | 5  | 3 | 18 | 32 | 72 | -40  |
| 14   | Inecel Manta P             | 6   | 26 | 2  | 2 | 22 | 17 | 67 | -50  |

|  | Qualification pour la Copa Libertadores 1970      |
|  | Relégation directe en Segunda Division            |
|  | T : Tenant du titre P : Promu de Segunda Division |

## Bilan de la saison
| Championnat d'Équateur de football 1969 |                                |
| Champion                                | LDU Quito (1er titre)          |
| Qualifications continentales            |                                |
| Copa Libertadores 1970                  | LDU Quito                      |
| Copa Libertadores 1970                  | América de Quito               |
| Promotions et relégations               |                                |
| Promus en Primera División              | Club 9 de Octubre              |
| Promus en Primera División              | LDU Portoviejo                 |
| Promus en Primera División              | Club Social y Deportivo Macara |
| Relégués en Segunda División            | Norte América                  |
| Relégués en Segunda División            | Manta Sport Club               |
| Relégués en Segunda División            | América Ambato                 |
| Relégués en Segunda División            | Inecel Manta                   |